# Tosktjärnen (Degerfors socken, Västerbotten)
Tosktjärnen är en sjö i Vindelns kommun i Västerbotten och ingår i Umeälvens huvudavrinningsområde.